# Шнекенбергская культура
Культура Глина III-Шнекенберг, или шнекенбергская культура — археологическая культура европейского бронзового века. Название происходит от поселения Глина III близ Бухареста и стоянки Шнекенберг в Трансильвании. Это старейшая раннебронзовая культура на нижнем Дунае.

## Хронология и область распространения
Согласно калиброванной радиоуглеродной хронологии, культура датируется около 2600—2000 гг. до н. э. Занимала южную часть Румынии, на севере занимала часть Трансильвании. Влияние культуры проникало по ту сторону Карпат на территорию низовьев Днестра. В Трансильвании наибольшая концентрация поселений данной культуры обнаружена в верховьях р. Олт, а точнее, в районе её правого притока близ Брашова. На юге культура занимала всю Олтению и центральную Мунтению, за исключением восточной, степной части. Согласно П. Роману, на юге её границей был Дунай, а на Западе — Железные Ворота. Кроме того, по мнению Яна Махника, к территории её проникновения следует также причислить междуречье между низовьями Дуная и Буга. Таким образом, культура охватывала регионы с весьма различными географическими характеристиками: горы, низины, возвышенности.

## Хозяйство
Согласно исследовательским данным, данная культура на территории Трансильвании занималась прежде всего скотоводством (главным образом крупного рогатого скота и мелких жвачных), однако на юге Румынии — примитивным земледелием. Культура использовала колёсный транспорт, о чём свидетельствуют находки глиняных моделей повозок.

## Поселения и строения
На всей территории данной культуры наблюдалась тенденция к расположению поселений в наиболее открытых и заметных местах в округе. Выбирались места, которые могли играть оборонительную роль (телль Глина), однако до настоящего времени не доказано, что существовали укрепления вокруг поселений данной культуры (пока что обнаружен лишь ров, окружавший поселение близ пос. Кривец в Олтении). Размеры поселений определить трудно из-за неудовлетворительного качества археологических исследований. Некоторые из поселений просуществовали довольно долго, другие, напротив, были довольно быстро заброшены. Немного известно о планировке поселений, поскольку дома чрезвычайно плохо сохранились. Стены большинства домов данной культуры были выполнены из плетёнки, обмазанной глиной. В поселении в местности Кучулата (en:Cuciulata) был обнаружен дом размером 4,05 на 3,65 м, ориентированный по оси северо-запад — юго-восток. Он располагался на цельной скале, образовывашей его основание. Стены дома, согласно Г. Бихиру, должны были опираться на горизонтальные балки, уложенные на грунт. Наряду с постоянными домами, такими, как обнаруженный в Кучулате, существовали также лёгкие, сезонные жилища.

## Погребальный обряд
Информация о погребениях шнекенбергской культуры неполна и неодинакова для всей территории. На юге, в окрестностях Бухареста, известны немногочисленные скелетные погребения в скорченном положении. Более многочисленные погребения обнаружены на территории Трансильвании, где представлены скелетные погребения в скорченном положении, а также погребения в виде кремации в каменных ящиках-цистах. На всей территории данной культуры существовали как погребения с керамикой, так и вовсе без погребальных даров. Покойных чаще всего укладывали на левом боку, лицом на юг.

## Инвентарь
На территории данной культуры обнаружен многочисленный керамический, костяной и каменный инвентарь. Часто встречаются также глиняные пряслица, ткацкие гирьки, колёсики для глиняных моделей повозок, глиняная пластика, а также металлические изделия и следы местного их производства, главным образом литейные формы. Характерными являются асимметричные топоры типа Чорбаска (pl:Topór typu Corbasca) и костяные пряжки для ремней с разветвлёнными концами в виде буквы «Y».
Керамика, согласно Г. Бахиру, можно разделить на лощёную и грубую. Первая представляет собой в основном тонкостенные сосуды, прежде всего кубки, жбаны и миски, выполненные из глины с мелкозернистой примесью песка или обломков. Поверхность этих сосудов очень гладкая вплоть до блеска. Ко второй группе относятся более крупные сосуды, например, с изогнутым профилем, амфоры, сосуды из глины с примесью толчёной скорлупы или гравия.

## Исчезновение и влияние на другие культуры
Культура Глина III-Шнекенберг исчезла на рубеже III и II тысячелетий. Повлияла на возникновение около периода бронзы A2 (по классификации П. Райнеке (1950—1700 гг. до н. э.) на культуры Тей и Вербичоара.